# Nevile Henderson

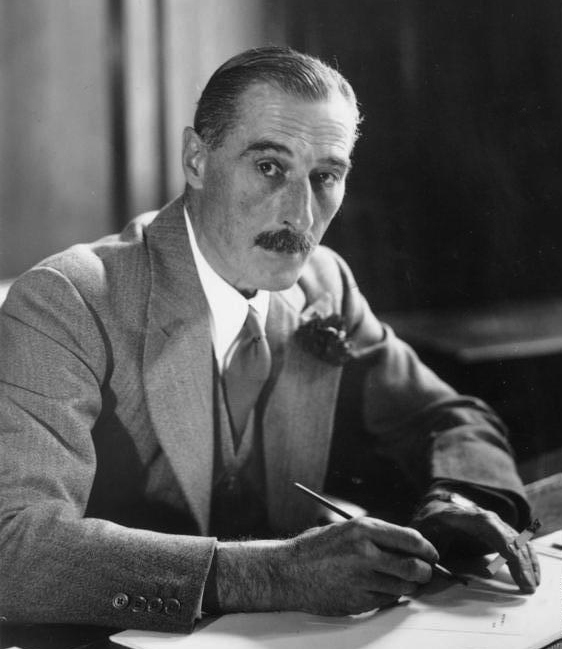
Nevile Henderson

Nevile Meyrick Henderson KCMG (ur. 10 czerwca 1882, zm. 30 grudnia 1942) – brytyjski ambasador w Niemczech w latach 1937-1939.
Służbę dyplomatyczną rozpoczął w 1905. Od 1929 do 1935 pełnił obowiązki dyplomatyczne w Jugosławii (nazywano go „niekoronowanym królem” tego kraju). Od 1935 był ambasadorem w Argentynie. Następnie objął obowiązki w Berlinie.
Przejawiał proniemiecką postawę. Popierał politykę appeasementu.
3 września 1939 roku, w związku z niemiecką napaścią na Polskę, Nevile Henderson dostarczył ultimatum rządu brytyjskiego z żądaniem zawieszenia broni i wycofania wojsk niemieckich z Polski do godziny 11:00 tego samego dnia. Po odrzuceniu brytyjskiego ultimatum przez Hitlera, Neville Chamberlain wypowiedział III Rzeszy wojnę.